# Famiglia Legnanese
La Famiglia Legnanese è un'associazione culturale senza fini di lucro con sede a Legnano, nella città metropolitana di Milano, all'interno della centrale villa Jucker.

## Storia
L'associazione, da sempre priva di connotazioni politiche e partitiche, venne fondata il 27 febbraio 1951 a Legnano in un edificio di corso Magenta 39 per iniziativa di un gruppo di personaggi di spicco della cultura e dell'economia locale, aggregati attorno alla figura di Giovanni Cozzi e motivati da un messaggio di auguri scritto da quest'ultimo in occasione delle feste di Natale del 1950: 
Carissimo,
nel 1951 al sorgere della 2° metà del secolo Legnano va riformata! Vogliamo esaltare spirito con opere legnanesi, se sei nato a Legnano sii orgoglioso!
A presto, la "Famiglia Legnanese".
Intanto auguri vivissimi.»
(Giovanni Cozzi)

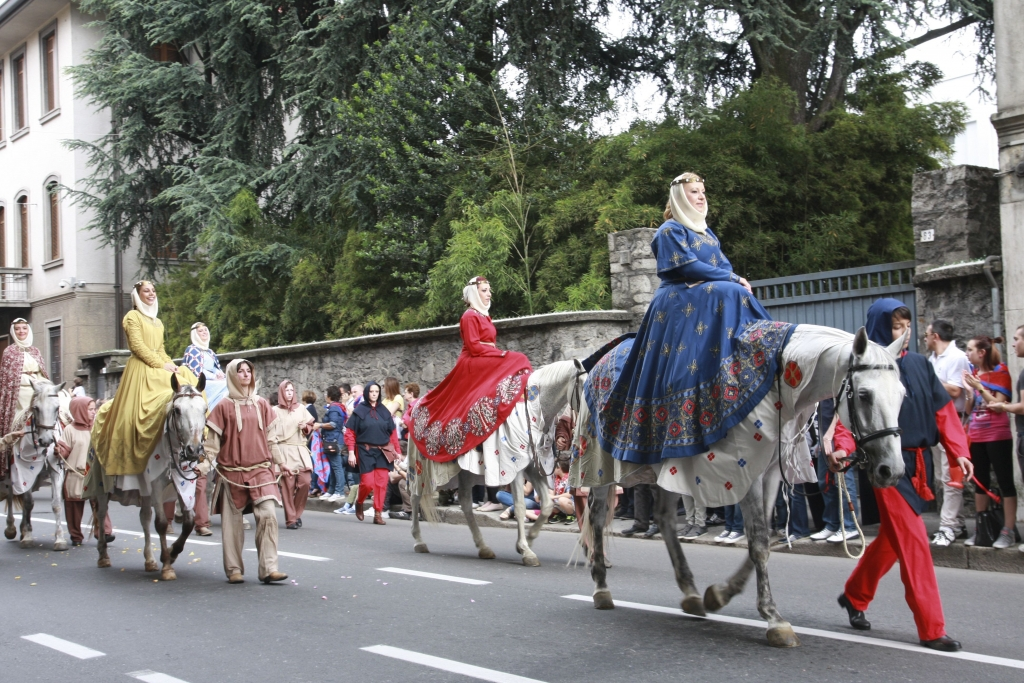
Un momento della sfilata storica del palio di Legnano 2015

Uno dei primi e dei più importanti scopi raggiunti dall'associazione fu quello di ripristinare, a partire dal mese di maggio del 1952, il palio di Legnano, all'epoca denominato "sagra del Carroccio". Infatti la manifestazione, la cui prima edizione è datata 1935, era stata interrotta dopo l'edizione del 1939 a causa degli eventi bellici collegati alla seconda guerra mondiale. A tutt'oggi la Famiglia Legnanese, assieme all'amministrazione comunale e al collegio dei capitani e delle contrade, è parte del comitato che gestisce l'organizzazione del palio, al cui vertice c'è il supremo magistrato, ovvero il sindaco di Legnano.
Tra le altre importanti realizzazioni del sodalizio vanno ricordati il concorso fotografico intitolato alla memoria di Giovanni Crespi (cofondatore dell'omonima azienda), che è stato inaugurato nel 1971, l'assegnazione di oltre un migliaio di borse di studio, per un ammontare ormai giunto a svariati milioni di Euro, e il premio internazionale di poesia "Giuseppe Tirinnanzi", partito nel 1981 e giunto a vantare la Medaglia d'Argento del Presidente della Repubblica e il patrocinio della presidenza del Consiglio e del Ministero per i beni culturali.
La Famiglia Legnanese ha anche realizzato diversi libri che trattano della storia locale come, ad esempio, Immagini della vecchia Legnano (1974), Legnano e la battaglia (1976; scritto in occasione dell'ottavo centenario della battaglia di Legnano. Il libro inizia con un messaggio del Presidente della Repubblica Giovanni Leone e prosegue con una prefazione scritta da Giovanni Spadolini, all'epoca Ministro per i beni culturali. A questo testo ha anche contribuito Augusto Marinoni), Vita e opere di Giovanni da Legnano (1983), Profilo storico della città di Legnano (1984; scritto in occasione del 60º anniversario dell'elevazione del comune di Legnano a città. Anche a questo testo ha contribuito Augusto Marinoni), Quando si dice lilla (1993; redatto in occasione dell'80° di fondazione dell'Legnano. Nel libro sono presenti un messaggio di Antonio Matarrese, all'epoca presidente della FIGC, un messaggio di Bruno Pizzul e una prefazione scritta da Gianni Brera) e Ciclismo a Legnano (1993; scritto in occasione dell'80º anniversario di fondazione dell'Unione Sportiva Legnanese e del 75º anniversario della Coppa Bernocchi).
Il 25 marzo 2013 la presidenza della Repubblica Italiana ha conferito alla Famiglia Legnanese la medaglia d'oro di benemerenza per la cultura e l'arte.

## Le attività

Luigi Accorsi, sindaco di Legnano dal 1961 al 1975, mentre parla durante un incontro avvenuto nel 1966 alla Famiglia Legnanese

In base al suo statuto la Famiglia Legnanese ha come punti cardine la famiglia e la cura del prossimo secondo i dettami del cristianesimo. L'obiettivo del sodalizio è quello di conservare la memoria delle tradizioni legnanesi organizzando eventi culturali, storici, artistici, turistici, ricreativi e sportivi, oltre che convegni, dibattiti, mostre e conferenze in collaborazione con l'amministrazione comunale e con soggetti privati. Accanto al presidente dell'associazione, è presente la carica di ragiù, che in dialetto locale indica il patriarca delle antiche famiglie contadine legnanesi e che è conosciuto in dialetto milanese con il termine regiù.
La Famiglia Legnanese ha una sua fondazione (ente morale riconosciuto nell'agosto del 1996) che distribuisce ogni anno borse di studio. La fondazione è stata costituita nel 1983, in occasione del sesto centenario di morte di Giovanni da Legnano, in modo da richiamare una delle volontà testamentarie del celebre giurista medievale.
All'interno della Famiglia Legnanese operano anche gruppi ludici e culturali dotati di un buon grado di autonomia organizzativa quali il gruppo folcloristico e dialettale "I Amìs" (fondato nel 1987), il gruppo di astronomia "Antares" (1975), il circolo fotografico (1951), il gruppo filatelico (1955), quello scacchistico (1982), il gruppo "Amici del Museo" (1984), che collabora con il museo civico Guido Sutermeister, e il gruppo di ricamo (1995). Nella sede della Famiglia Legnanese hanno trovato ospitalità anche altre associazioni culturali legnanesi, come l'Associazione Artistica Legnanese, che è stata fondata il 30 maggio 1947 con l'obiettivo di riunire gli artisti e gli appassionati d'arte della zona, promuovendo manifestazioni artistiche e culturali. All'interno della Famiglia Legnanese è anche attivo un gruppo giovani.
L'organo di stampa dell'associazione è La Martinella, mensile di informazione e cultura inviato gratuitamente agli associati e in distribuzione nei principali luoghi istituzionali della città.

## La sede
La prima sede della Famiglia Legnanese fu la Galleria del Grattacielo di Enzo Pagani, che si trova in piazza San Magno 9 a Legnano. In seguito l'associazione si trasferì in un edificio in via Roma 17, per poi traslocare a palazzo Leone da Perego.
La Famiglia Legnanese ottenne una sede definitiva il 19 dicembre 1976, quando si stabilì all'interno di villa Jucker, dimora residenziale edificata nel 1906 dal Cotonificio Cantoni. Questa villa padronale fu acquistata dalla Famiglia Legnanese il 29 dicembre 1980; il 30 ottobre 1983 venne aperta al pubblico una nuova ala dell'edificio.